# Kamaru Usman
Kamarudeen Usman, detto Kamaru (Auchi, 11 maggio 1987), è un artista marziale misto nigeriano.
Combatte nella divisione dei pesi welter per l'organizzazione statunitense UFC, nella quale è stato campione di categoria dal 2019 al 2022, essendo il primo campione africano della federazione. 
Nel 2015 è stato il vincitore della ventunesima stagione del reality show The Ultimate Fighter, American Top Team vs. Blackzilians.

## Biografia
Kamaru Usman è nato ad Auchi, in Nigeria, ed è figlio di un militare; la sua famiglia si è trasferita negli Stati Uniti quando aveva 8 anni.
Comincia a praticare lotta libera al suo secondo anno alla Bowie High School di Arlington, in Texas, per poi accedere al suo ultimo anno al torneo nazionale, cui prese parte anche Jon Jones. 
Dopo il liceo ha frequentato per un anno la William Penn University prima di trasferirsi alla University of Nebraska at Kearney; al suo ultimo anno, nel 2010, vince il torneo NCAA Division II nella categoria delle 174 libbre.

## Caratteristiche tecniche
Usman è un lottatore completo che unisce una straordinaria abilità nello striking alle proprie doti nella lotta libera, che sfrutta principalmente per portare l'avversario a terra e liberare il ground and pound.

## Carriera nelle arti marziali miste

### Inizi eThe Ultimate Fighter
Usman debutta nelle MMA professionistiche nel novembre 2012; dopo aver messo insieme un record di 5-1, nel 2015 viene scelto come contendente nella prima stagione del reality show The Ultimate Fighter, che vide contrapposte due palestre: qui mette insieme 3 vittorie consecutive rispettivamente per decisione a maggioranza contro Michael Graves, per decisione unanime contro l'ex campione dei pesi welter WSOF Steve Carl e infine per sottomissione contro Hayder Hassan (giudicata Performance of the Night), che gli valgono la vittoria del torneo dei pesi welter e un contratto con la UFC.

### UFC
Tra il 2015 e il 2017 mette insieme quattro vittorie consecutive per decisione unanime contro Leon Edwards, Alexander Yakovlev, Warlley Alves e Sean Strickland, trionfando nettamente via decisione unanime; chiude il 2017 mettendo KO al primo round il brasiliano Sérgio Moraes.
Nel 2018 infila altre vittorie consecutive per decisione unanime contro Emil Weber Meek, contro l'ex campione del mondo di jiu jitsu brasiliano Demian Maia (Performance of the Night) e contro l'ex campione dei pesi leggeri UFC Rafael dos Anjos.

#### Campione dei pesi welter UFC
Sulla scia della sua imbattibilità in UFC, nel 2019 viene scelto come sfidante al titolo di categoria detenuto da Tyron Woodley: l'incontro tra i due si tiene il 2 marzo a UFC 235 e Usman ne esce  vincitore nuovamente per decisione unanime, dominando il match con il suo wrestling asfissiante. Tale successo lo rende il primo lottatore di origine africana a vincere un titolo nella UFC.
Il 14 dicembre 2019, durante l'evento UFC 245, difende il titolo contro il campione ad interim Colby Covington, imponendosi per KO tecnico alla quinta ripresa; entrambi gli atleti vengono premiati con il riconoscimento Fight of the Night.
Il 12 Luglio 2020 avrebbe dovuto affrontare Gilbert Burns a UFC 251 per difendere il suo titolo ma a causa del contagio di Burns da COVID-19 al suo posto salì sull'ottagono Jorge Masvidal, il quale venne sconfitto per decisione unanime e portò pertanto Usman alla sua seconda difesa consecutiva del titolo.
Il 13 febbraio 2021 affronta  Gilbert Burns nell'evento UFC 258. Usman vince alla terza ripresa per KO tecnico. Con questo risultato il nigeriano porta a 17 la sua scia di vittorie consecutive.
Il 24 aprile 2021 affronta per la seconda volta Jorge Masvidal. Il campione difende il titolo per la quarta volta mettendo KO lo sfidante durante il secondo round. Il campione fu premiato con il riconoscimento Performance of the Night
Il 6 novembre dello stesso anno affronta nuovamente Colby Covington nell'evento UFC 268: Usman vs. Convington 2 al Madison Square Garden di New York. Il match vedrà il campione difendere il titolo per decisione unanime alla fine di un match combattuto.

#### 2022 - presente
Il 20 agosto 2022 affronta Leon Edwards. Durante il primo round lo sfidante mette a segno un takedown sul campione (il primo subito da Usman in UFC) e termina la prima ripresa in vantaggio. I successivi tre round sono a favore del campione ma durante la quinta ed ultima ripresa lo sfidante mette a segno un calcio alla testa che manda KO Kamaru Usman. La striscia di vittorie di Usman si interrompe a 19, di cui 15 nella UFC, solo uno in meno del record stabilito da Anderson Silva nel periodo 2006-2012.
Il 18 marzo 2023 torna nell'ottagono per affrontare Leon Edwards. Anche questa volta Usman non riuscirà ad imporsi sull'avversario e perderà per decisione maggioritaria.  

## Risultati nelle arti marziali miste
| Risultato | Record | Avversario         | Metodo                               | Evento                                                          | Data              | Round | Tempo | Luogo                           | Note                                                                                  |
| --------- | ------ | ------------------ | ------------------------------------ | --------------------------------------------------------------- | ----------------- | ----- | ----- | ------------------------------- | ------------------------------------------------------------------------------------- |
| Vittoria  | 21-4   | Joaquin Buckley    | Decisione (unanime)                  | UFC on ESPN: Usman vs. Buckley                                  | 14 giugno 2025    | 5     | 5:00  | Atlanta, Stati Uniti            | Ritorno ai pesi welter. Fight of the Night                                            |
| Sconfitta | 20-4   | Khamzat Chimaev    | Decisione (maggioranza)              | UFC 294                                                         | 21 ottobre 2023   | 3     | 5:00  | Abu Dhabi, Emirati Arabi Uniti  | Debutto nei pesi medi                                                                 |
| Sconfitta | 20-3   | Leon Edwards       | Decisione (maggioranza)              | UFC 286                                                         | 18 marzo 2023     | 5     | 5:00  | Londra, Inghilterra             | Per il titolo dei pesi welter UFC                                                     |
| Sconfitta | 20-2   | Leon Edwards       | KO (calcio alla testa)               | UFC 278                                                         | 20 agosto 2022    | 5     | 4:02  | Salt Lake City, Stati Uniti     | Perde il titolo dei pesi welter UFC                                                   |
| Vittoria  | 20-1   | Colby Covington    | Decisione (unanime)                  | UFC 268                                                         | 6 novembre 2021   | 5     | 5:00  | New York, Stati Uniti           | Difende il titolo dei pesi welter UFC                                                 |
| Vittoria  | 19-1   | Jorge Masvidal     | KO (pugno)                           | UFC 261                                                         | 24 aprile 2021    | 2     | 1:02  | Jacksonville, Stati Uniti       | Difende il titolo dei pesi welter UFC. Performance of the Night. Knockout of the Year |
| Vittoria  | 18-1   | Gilbert Burns      | KO tecnico (pugni)                   | UFC 258                                                         | 13 febbraio 2021  | 3     | 0:34  | Las Vegas, Stati Uniti          | Difende il titolo dei pesi welter UFC. Performance of the Night                       |
| Vittoria  | 17-1   | Jorge Masvidal     | Decisione (unanime)                  | UFC 251                                                         | 12 luglio 2020    | 5     | 5:00  | Yas Island, Emirati Arabi Uniti | Difende il titolo dei pesi welter UFC                                                 |
| Vittoria  | 16-1   | Colby Covington    | KO tecnico (pugni)                   | UFC 245                                                         | 14 dicembre 2019  | 5     | 4:10  | Las Vegas, Stati Uniti          | Difende il titolo dei pesi welter UFC. Fight of the Night                             |
| Vittoria  | 15-1   | Tyron Woodley      | Decisione (unanime)                  | UFC 235                                                         | 2 marzo 2019      | 5     | 5:00  | Las Vegas, Stati Uniti          | Vince il titolo dei pesi welter UFC                                                   |
| Vittoria  | 14-1   | Rafael dos Anjos   | Decisione (unanime)                  | The Ultimate Fighter: Heavy Hitters Finale                      | 30 novembre 2018  | 5     | 5:00  | Las Vegas, Stati Uniti          | Performance of the Night                                                              |
| Vittoria  | 13-1   | Demian Maia        | Decisione (unanime)                  | UFC Fight Night: Maia vs. Usman                                 | 19 maggio 2018    | 5     | 5:00  | Santiago del Cile, Cile         |                                                                                       |
| Vittoria  | 12-1   | Emil Weber Meek    | Decisione (unanime)                  | UFC Fight Night: Stephens vs. Choi                              | 14 gennaio 2018   | 3     | 5:00  | St. Louis, Stati Uniti          |                                                                                       |
| Vittoria  | 11-1   | Sérgio Moraes      | KO (pugni)                           | UFC Fight Night: Rockhold vs. Branch                            | 16 settembre 2017 | 1     | 2:48  | Pittsburgh, Stati Uniti         |                                                                                       |
| Vittoria  | 10-1   | Sean Strickland    | Decisione (unanime)                  | UFC 210                                                         | 8 aprile 2017     | 3     | 5:00  | Buffalo, Stati Uniti            |                                                                                       |
| Vittoria  | 9-1    | Warlley Alves      | Decisione (unanime)                  | UFC Fight Night: Bader vs. Nogueira 2                           | 19 novembre 2016  | 3     | 5:00  | San Paolo, Brasile              |                                                                                       |
| Vittoria  | 8-1    | Alexander Yakovlev | Decisione (unanime)                  | UFC on Fox: Holm vs. Shevchenko                                 | 23 luglio 2016    | 3     | 5:00  | Chicago, Stati Uniti            |                                                                                       |
| Vittoria  | 7-1    | Leon Edwards       | Decisione (unanime)                  | UFC on Fox: dos Anjos vs. Cerrone 2                             | 19 dicembre 2015  | 3     | 5:00  | Orlando, Stati Uniti            |                                                                                       |
| Vittoria  | 6-1    | Hayder Hassan      | Sottomissione (triangolo di braccio) | The Ultimate Fighter: American Top Team vs. Blackzilians Finale | 12 luglio 2015    | 2     | 1:19  | Las Vegas, Stati Uniti          | Vince il torneo dei pesi welter TUF 21. Performance of the Night                      |
| Vittoria  | 5-1    | Marcus Hicks       | KO tecnico (pugni)                   | Legacy FC 33                                                    | 18 luglio 2014    | 2     | 5:00  | Allen, Stati Uniti              |                                                                                       |
| Vittoria  | 4-1    | Lenny Lovoto       | KO tecnico (pugni)                   | Legacy FC 30                                                    | 4 aprile 2014     | 3     | 1:04  | Albuquerque, Stati Uniti        |                                                                                       |
| Vittoria  | 3-1    | Steven Rodriguez   | KO tecnico (pugni)                   | Legacy FC 27                                                    | 31 gennaio 2014   | 1     | 1:31  | Houston, Stati Uniti            |                                                                                       |
| Vittoria  | 2-1    | Rashid Abdullah    | KO tecnico (pugni)                   | VFC 41                                                          | 14 dicembre 2013  | 1     | 3:49  | Ralston, Stati Uniti            | Incontro catchweight (180 lb)                                                         |
| Sconfitta | 1-1    | Jose Caceres       | Sottomissione (rear-naked choke)     | CFA 11                                                          | 24 maggio 2013    | 1     | 3:47  | Coral Gables, Stati Uniti       |                                                                                       |
| Vittoria  | 1-0    | David Glover       | KO tecnico (pugni)                   | RFA 5                                                           | 30 novembre 2012  | 2     | 4:50  | Kearney, Stati Uniti            | Debutto nei pesi welter                                                               |

## Filmografia

### Cinema
- Black Panther: Wakanda Forever, regia di Ryan Coogler (2022)